# 千葉県がんセンター腹腔鏡手術死亡問題
千葉県がんセンター腹腔鏡手術死亡問題（ちばけんがんセンター ふくくうきょうしゅじゅつ しぼうもんだい）とは、千葉県千葉市中央区の千葉県がんセンターで2008年から2014年の間に、腹腔鏡を使ってすい臓や肝臓などの手術を受けたがん患者11人が、手術後に短期間で死亡したもの。亡くなった11人中、少なくとも7人は同じ執刀医によるもの。

## 概要
千葉県がんセンターで2008年から2014年に渡って、腹腔鏡手術を受けた癌患者が相次いで死亡した問題で、千葉県の第三者検証委員会は、検証対象とした11例の大半（10例とみられている）で術式の選択や術中、術後の対応に複数の問題があったなどとする最終報告書案をまとめ、2015年（平成27年）3月30日、県側へ提出した。
- 2008年11月、胃がんを患っていた58歳の男性が、手術の後の縫合が不十分で手術直後から痛みを訴え、翌日には再手術。その最中に心停止となり、意識が戻らぬまま、およそ5か月後に死亡[6][1]。
- 2010年夏から2010年11月にかけ、当センターに勤務していた麻酔科医が千葉県や厚生労働省などに告発したが放置された。告発が受け付けられていれば、死亡事例が相次ぐことは防げた可能性もある。
- 2012年9月、当時76歳の女性が死亡、医療事故調査委員会が開かれたが公表されず、家族にさえ説明しなかった[7]。
- 2013年1月、当時57歳の男性が死亡、医療事故調査委員会が開かれたが公表されず、家族にさえ説明しなかった。
- 2012年9月、2013年1月、2014年2月に同一の医師による腹腔鏡下手術を受けたがん患者とみられる50代〜80代の男女3人の患者が術後間もなく死亡したことに関して、千葉県は「医療ミスとは認識していないが、短期間で死亡が相次いだ問題を重く受け止める」としている。（第三者による検証委員会を設置し、原因究明を進める。）

| 患者     | 病名         |
| -------- | ------------ |
| 76歳女性 | 膵癌         |
| 57歳男性 | 膵癌         |
| 80歳男性 | 胆管癌       |
| 86歳男性 | 胆管癌       |
| 58歳男性 | 胃癌         |
| 72歳男性 | 胆管癌       |
| 77歳男性 | 胃癌         |
| 82歳男性 | 胆管癌       |
| 59歳男性 | 肝細胞癌     |
| 72歳男性 | 肝細胞癌     |
| 74歳男性 | 肝門部胆管癌 |

- 2009年11月～2014年2月に行われた腹腔鏡手術9例で、診療報酬の不正な請求があり指摘された。保険適用が認められないのに適用手術として診療報酬を請求した。9例中3例は患者が手術後に死亡、県の第三者検証委員会で検証された事例だった[9]。

## 経過
- 千葉県病院局が第三者による検証委員会を設置[10]。